# Gałki (gmina Gielniów)
Gałki – wieś w Polsce położona w województwie mazowieckim, w powiecie przysuskim, w gminie Gielniów. Miejscowość bywa nazywana Gałki Hubalowskie.
Wieś ma status sołectwa.
W latach 1975–1998 miejscowość należała administracyjnie do województwa radomskiego.
W okresie niemieckiej okupacji wieś stanowiła przez sześć tygodni kwaterę Oddziału Wydzielonego Wojska Polskiego mjra. „Hubala” (luty-marzec 1940). W odwecie została dwukrotnie spacyfikowana. 30 marca 1940 roku aresztowano tam 40 mężczyzn w wieku od 15 do 60 lat, których rozstrzelano wkrótce na Firleju pod Radomiem (4 kwietnia 1940). Druga pacyfikacja nastąpiła 11 kwietnia 1940 roku. Tego dnia niemiecka policja doszczętnie spaliła Gałki (zniszczono ok. 50 zagród) oraz zamordowała jedenastu mężczyzn i dziecko. Ofiary upamiętnia pomnik.
Wierni kościoła rzymskokatolickiego należą do parafii bł. Władysława z Gielniowa w Gielniowie.

## Osoby związane z miejscowością
- ks. Józef Wójcik - ur. 2 listopada 1934 w Gałkach[12]duchowny rzymskokatolicki, ksiądz infułat w diecezji radomskiej, wielokrotny więzień sumienia czasach PRL, który w 1972 roku uwolnił „więzioną” przez komunistów przez 6 lat kopię obrazu Matki Bożej Jasnogórskiej.

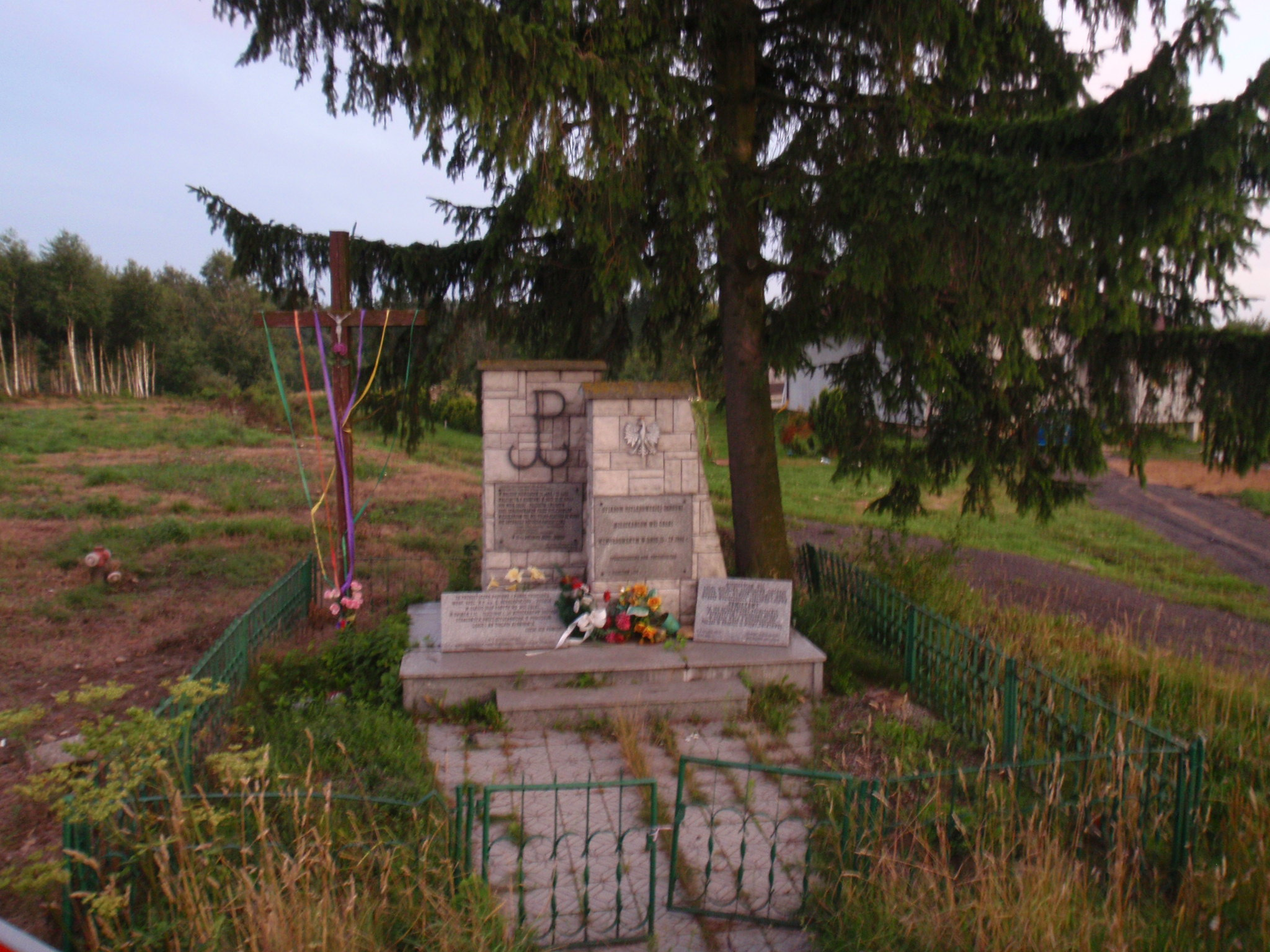
Pomnik ofiar pacyfikacji wsi

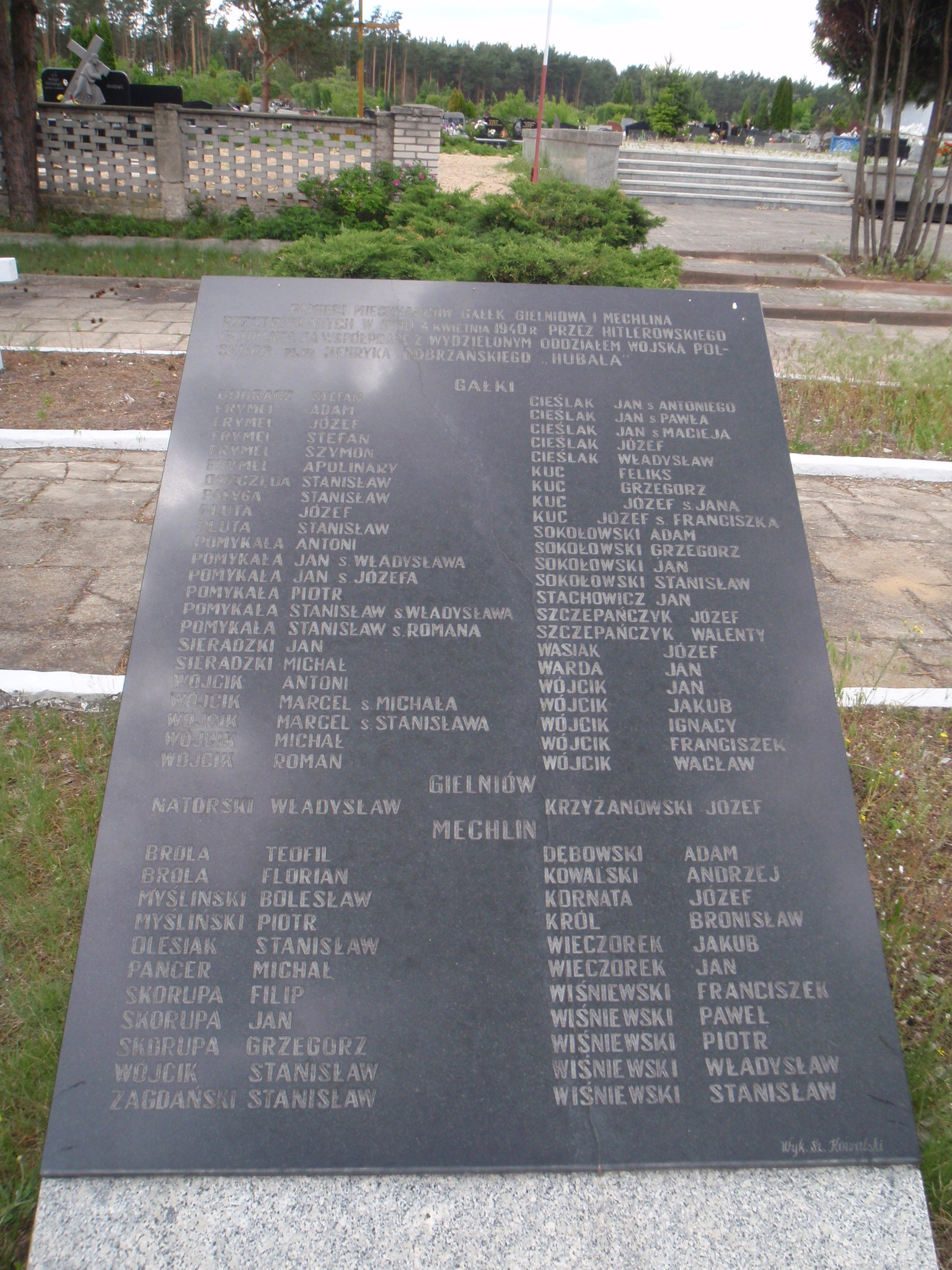
Tablica upamiętniająca ofiary niemieckiej pacyfikacji wsi Gałki na cmentarzu komunalnym w Radomiu